# Новороманово (Алтайский край)
Новороманово — село в Калманском районе Алтайского края России. Административный центр Новоромановского сельсовета.

## История
Новороманово было основано в 1914 году. В 1926 году в посёлке Ново-Романовский имелось 38 хозяйств и проживало 203 человека (108 мужчин и 95 женщин). В административном отношении Ново-Романовский являлся центром сельсовета Барнаульского района Барнаульского округа Сибирского края.

## География
Село находится в центральной части Алтайского края, в лесостепной зоне, в пределах северо-восточной части Приобского плато, на расстоянии примерно 21 километра (по прямой) к северо-западу от села Калманка, административного центра района. Абсолютная высота — 246 метров над уровнем моря.

Климат умеренный, резко континентальный. Средняя температура января составляет −17,7 °C, июля — +19,6 °C. Годовое количество атмосферных осадков — 350—400 мм.

## Население
| 1997  | 1998  | 1999  | 2000  | 2001  | 2002  | 2003  |
| ----- | ----- | ----- | ----- | ----- | ----- | ----- |
| 3553  | ↘3519 | ↘3113 | ↗3150 | ↘3044 | ↘2791 | ↗2896 |
| 2004  | 2005  | 2006  | 2007  | 2008  | 2009  | 2010  |
| ↘2881 | ↘2712 | ↗2721 | ↗2773 | ↗2988 | ↗3039 | ↗3252 |
| 2011  | 2012  | 2013  |       |       |       |       |
| ↘3232 | ↘3194 | ↘3144 |       |       |       |       |

Согласно результатам переписи 2002 года, в национальной структуре населения русские составляли 92 %.

## Инфраструктура
В селе функционируют средняя общеобразовательная школа, детский сад, врачебная амбулатория (филиал КГБУЗ «Калманская центральная районная больница»), культурно-досуговый центр, библиотека и отделение Почты России.

## Транспорт
В Новороманово расположена железнодорожная станция Калманка Алтайского региона Западно-Сибирской железной дороги.

## Улицы
Уличная сеть села состоит из 20 улиц.